# 디언 맥컬레이
디언 맥컬레이(Deon McCaulay, 1987년 9월 20일 ~ )는 벨리즈의 축구 선수로 현재 미국 유나이티드 프리미어 사커 리그와 애틀레티코 애틀랜타와 미국 내셔널 인도어 사커 리그의 로마 글래디에이터에서 공격수로 활동 중이며 2014년 FIFA 월드컵 북중미카리브 지역 예선 최다 득점자이자 벨리즈 축구 국가대표팀 내 국제 A매치 최다 출전수 및 최다 득점 보유자이다.

## 선수 경력

### 클럽
2005년 크레만달라에서 데뷔한 이후 FC 벨리즈, 벨리즈 디펜스 포스, 푼타레나스 FC, 데포르테스 사비오, RG 시티 보이즈 유나이티드, 벨모판 밴디츠, 애틀랜타 실버백스, 버데스 FC, 조지아 레벌루션, 애틀레티코 애틀랜타를 거쳐 2023년 현재 미국 내셔널 인도어 사커 리그의 로마 글래디에이터에서 활동하고 있다.

### 국가대표팀
2007년 벨리즈 A대표팀 첫 합류 후 니카라과와의 2007년 UNCAF 네이션스컵 A조 조별리그 최종전에서 국제 A매치 데뷔골을 터뜨렸다.
그 후 몬트세랫과의 2014년 FIFA 월드컵 북중미카리브 지역 1차 예선 1차전에서 해트트릭을 작성하는 등 2경기에서 4골을 몰아치며 2차 예선 진출에 앞장섰고 2차 예선에서도 무려 7골을 터뜨리는 맹활약으로 지역 예선 최다 득점자 반열에 오르며 E조 2위라는 벨리즈 축구 역사상 월드컵 북중미카리브 지역 예선 역대 최고 성적을 이끌었다.
그리고 2013년 코파 센트로아메리카나에도 출전하여 벨리즈 축구 역사상 코파 센트로아메리카나 첫 승 및 국제 대회 4강 진출의 겹경사와 함께 벨리즈의 첫 CONCACAF 골드컵 본선 진출에 기여했으며 이후 2019-20년 CONCACAF 네이션스리그 B 4경기에서 2골을 터뜨리는 맹활약을 펼쳤고 터크스 케이커스 제도와의 2022년 FIFA 월드컵 북중미카리브 지역 1차 예선 E조 2차전에서도 쐐기골을 터뜨리며 5-0 대승에 일조했다.

## 수상

### 국가대표팀
벨리즈
- 코파 센트로아메리카나 : 4위 (2013)